# Вулкан (автомат)
Вулкан-М або Малюк — переробка автомата Калашникова за компонуванням булпап, компактна версія автомата «Вепр» із 415 мм стволом.  Розроблений українською збройовою компанією «Інтерпроінвест»
Автомат обладнано прицільною планкою Пікатіні на ствольній коробці, важелем засувки магазина позаду спускового гачка, новою пістолетною рукояткою управління вогнем і кнопкою запобіжника над спусковою скобою, спереду спускового гачка. Внесено низку змін в конструкцію ствольної коробки, ствола, рами затвора, газового поршня й ударно-спускового механізму.
Прийнятий на озброєння Збройних сил України у 2017 році під назвою спеціальний автомат «Вулкан».

## Історія
Розробка автомата почалася в 2005 році за участю фахівців компанії ТОВ «Інтерпроінвест» з урахуванням досвіду, отриманого під час розробки автоматів Вепр. Перший експериментальний зразок отримав найменування «Вулкан».
Другий зразок, у конструкцію якого було внесено 12 змін і удосконалень (регульований відбивач стріляних гільз, засувка магазина за спусковим гачком, знімні механічні прицільні пристосування, можливість установки глушника, кріплення для установки знімних сошок), отримав найменування «Малюк». Був виготовлений один демонстраційний екземпляр.
У січні 2015 року автомат показали ще раз — на Гончарівському полігоні в Чернігівській області, при цьому на кришці ствольної коробки був встановлений приціл коліматора. Сьогодні[коли?] автомат проходить усебічні випробування на полігонах Національної Гвардії і МО України. Дві модифікації під калібри 5,45 і 7,62 були продемонстровані на Міжнародній Виставці Зброя і Безпека — 2015.
На виставці «Зброя та Безпека 2018» був представлений оновлений варіант автомата. Серед іншого, він має ергономічний двосторонній перемикач вогню, що робить використання автомата однаково комфортним як для «правші» так і «шульги»; нанесене на деталі та вузли автомата покриття, яке, окрім того, що робить, роботу з автоматом комфортнішою, ще й подовжує його цикл життя; новий удосконалений ударно-спусковий механізм, використання якого дозволило підняти темп стрільби до 700 постр/хв. Оновлений «Малюк», як варіант, отримав і новий ствол — з більшою кількістю нарізів, що покращує показники кучності та точності.
25 липня 2019 року полковник Андрій М’ясников з МОУ повідомив, що автомати «Вулкан» калібру 5,45 та 7,62 мм вже серійно виготовляють в Україні.

## Конструкція

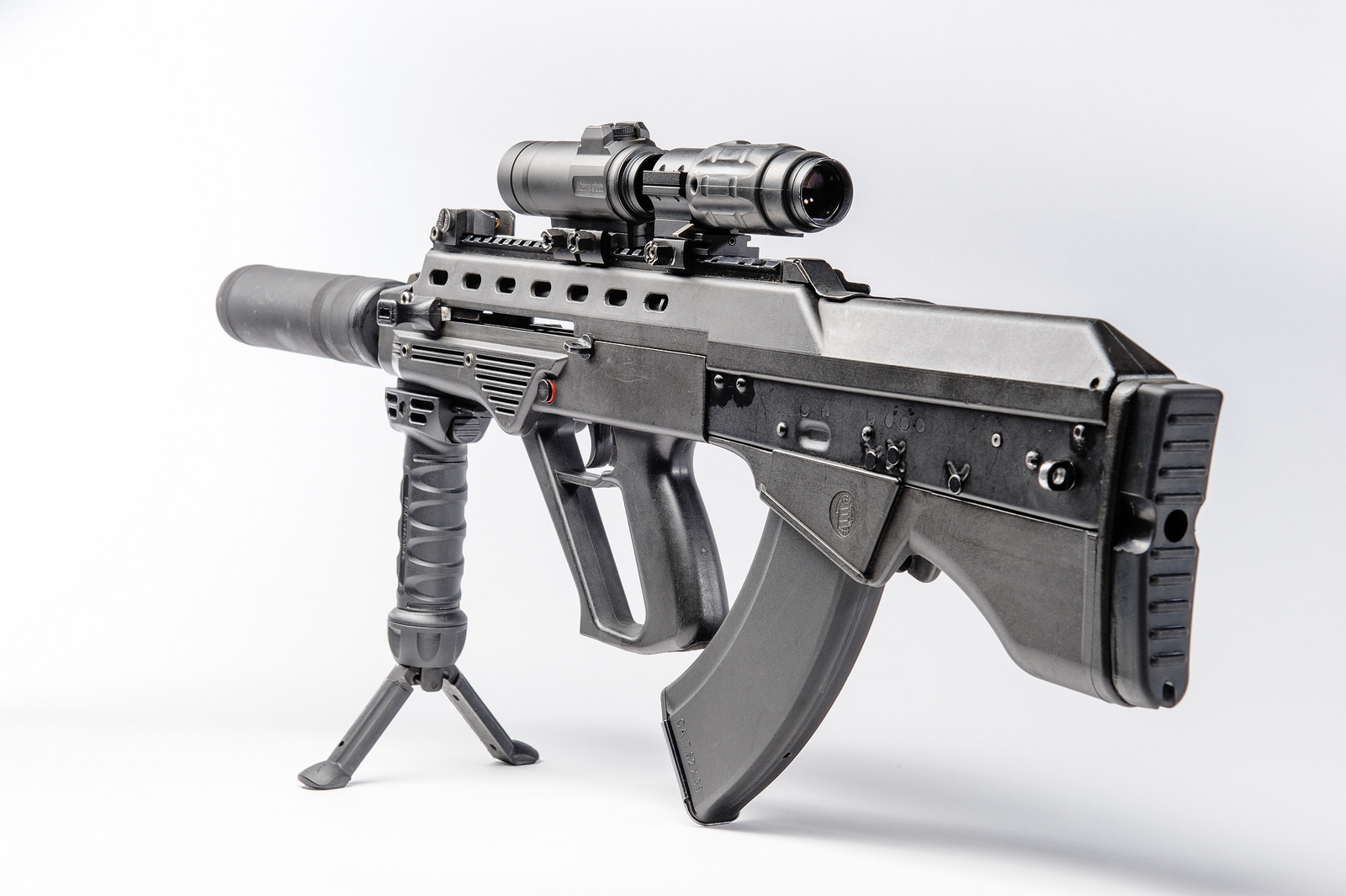
Малюк з переднім руків'ям-сошкою

Штурмова гвинтівка Малюк зроблена з полімерних матеріалів під набої 7,62x39 мм,  5,45×39 мм та 5,56×45 мм НАТО. Вона також має полум'ягасник як у автомата АК-74. Для набоїв 7,62x39 мм та 5,45x39 мм використовують магазини від AK-47/АКМ/РПК та АК-74, а для набоїв 5,56x45 мм НАТО використовують магазин від автоматів серії АК-100.
За потреби зброю можна спорядити глушником розробки ТОВ «Інтерпроінвест». Вага штурмової гвинтівки 3,8 кг, загальна довжина 712 мм, а довжина стволу 415 мм. Охолодження штурмової гвинтівки відбувається за допомогою повітряної конвекції, що дозволяє подовжити термін експлуатації стволу майже в двічі у порівнянні з автоматом Калашникова.
Ефективна дальність стрільби становить 500 м при скорострільності 700 пострілів за хвилину. Кнопка фіксатора магазина розташована за спусковою скобою, там же розташовано перевідник вогню. Оскільки отвір для магазина розроблено спеціально для легкого заряджання, магазин може випадати самостійно. Для вирішення проблеми надмірного викиду порохових газів, над отвором викиду гільз встановлено відбивний екран. Це дозволяє гільзам випадати або під кутом 45 градусів, або вперед і вниз, а невелика кількість порохових газів спрямовується до ствольної коробки.
Відбій зменшено на 50%. Завдяки конструкції стрілець може вести вогонь, розряджати та заряджати зброї однією рукою. В штурмовій гвинтівці можна використовувати як перевідник вогню від АКМ, так і двобічний низькопрофільний двопозиційний перевідник вогню для автоматичної та самозарядної стрільби. Вздовж всієї верхньої частини ствольної коробки розташовано рейку Пікатіні, також є три коротких рейки Пікатіні на цівці.
Штурмова гвинтівка може мати пристрій RSP2W Shoot Corner для стрільби з-за рогу. Є можливість встановити підствольний гранатомет.
Правша або шульга можуть легко використовувати штурмову гвинтівку Вулкан.
Комерційну версію штурмової гвинтівки випускає ДП «Красилівський агрегатний завод» разом з корпорацією Електрон.

## Варіанти
- Малюк К-01/02 — Самозарядний цивільний варіант. Варіант К-01 заряджається набоями 7,62x39, а варіант К-02 — 5,56x45[18]
- Шепіт — Варіант з довшим стволом, сошкою та глушником[11]
- Риф — Переносна антидронова зброя з живленням від портативної батареї на 100 Вт[11]

## Галерея

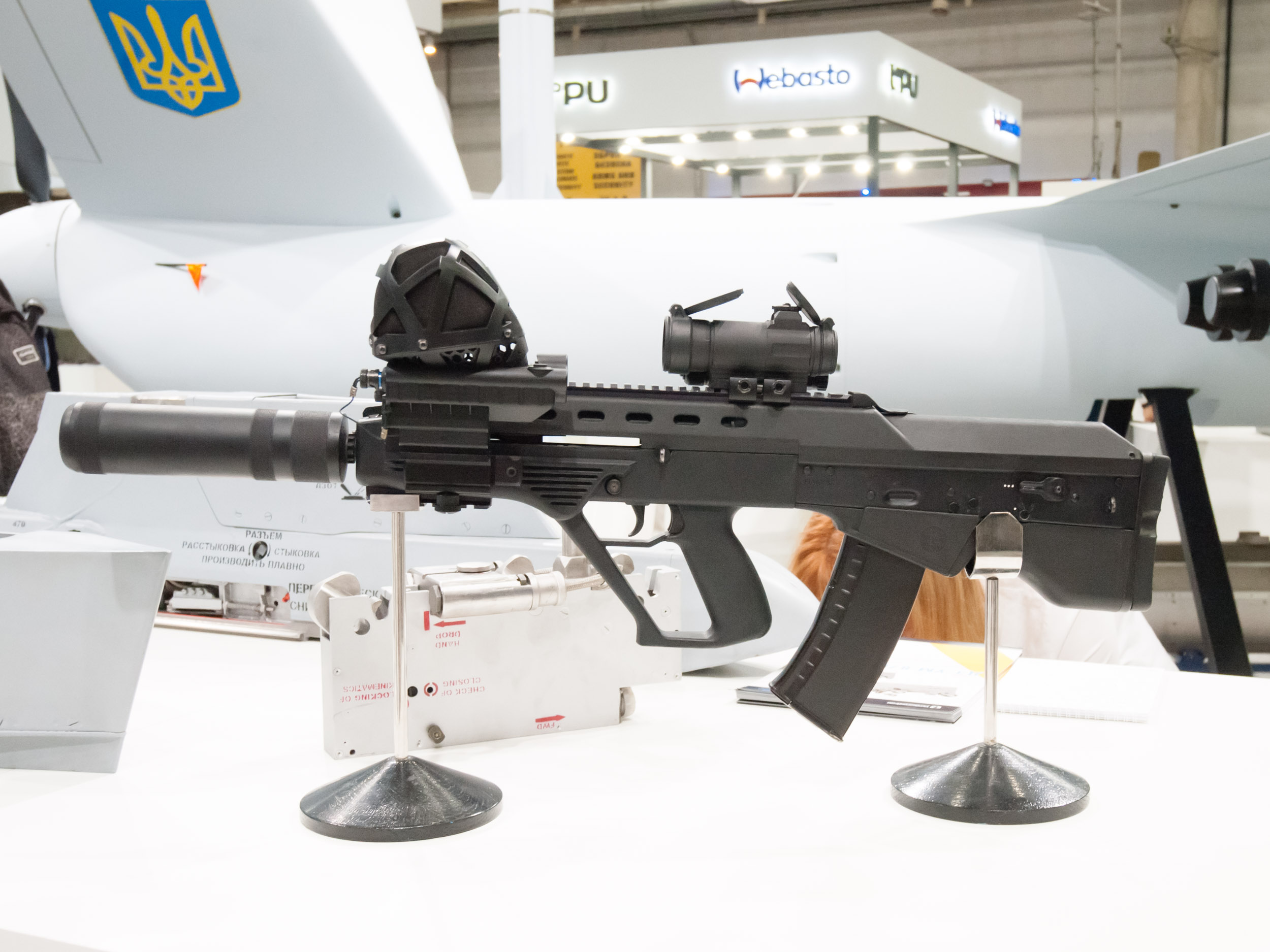
На виставці «Зброя та безпека-2021»
5,45-мм спеціальний автомат «Вулкан»

## В культурі

### Відеоігри
- 27 вересня 2023 року 7,62-мм версію додали до гри Call of Duty: Warzone 2.0 під назвою TR-76 Geist[19].
- 20 листопада 2024 року 5,45-мм версію додали до гри S.T.A.L.K.E.R. 2 під назвою "Дніпро".

### Відео
- ТЕХНІКА ВІЙНИ № 152. Автомати «Малюк», «Вулкан», «Шепіт» | ТОС-2 | Катастрофи // Військове телебачення України, 22 листопада 2019
- Глибоке "переосмислення" АК. Що з цього вийшло? — відеоогляд від Alex Saint